# Conjunto Melódico Norberto Baldauf
Conjunto Melódico Norberto Baldauf, inicialmente denominado Conjunto Norberto Baldauf, é um conjunto musical predominantemente instrumental de música popular brasileira e internacional do Rio Grande do Sul. Dedicou-se por muito tempo a apresentações radiofônicas, executando músicas ao vivo, e televisivas, além de animação de bailes no Rio Grande do Sul e em Santa Catarina. Os mais famosos eram os Bailes da Reitoria, em Porto Alegre, e acompanhava-se da voz de Edgar Pozzer. O grupo tem mais de 50 anos de atuação. O líder Norbeto Baldauf executa piano e teclado.